# 卡默斯 (蒙大拿州)
卡默斯（英語：Camas）是位於美國蒙大拿州桑德斯縣的普查規定居民點。

## 歷史
卡默斯的郵局於1898年設立，其後於1957年停運。

## 人口
根據2020年美國人口普查的數據，卡默斯的面積為1.42平方千米，皆為陸地。當地共有人口57人，而人口密度為每平方千米40.14人。